# 特里布西夫卡
48°11′6″N 28°39′47″E / 48.18500°N 28.66306°E

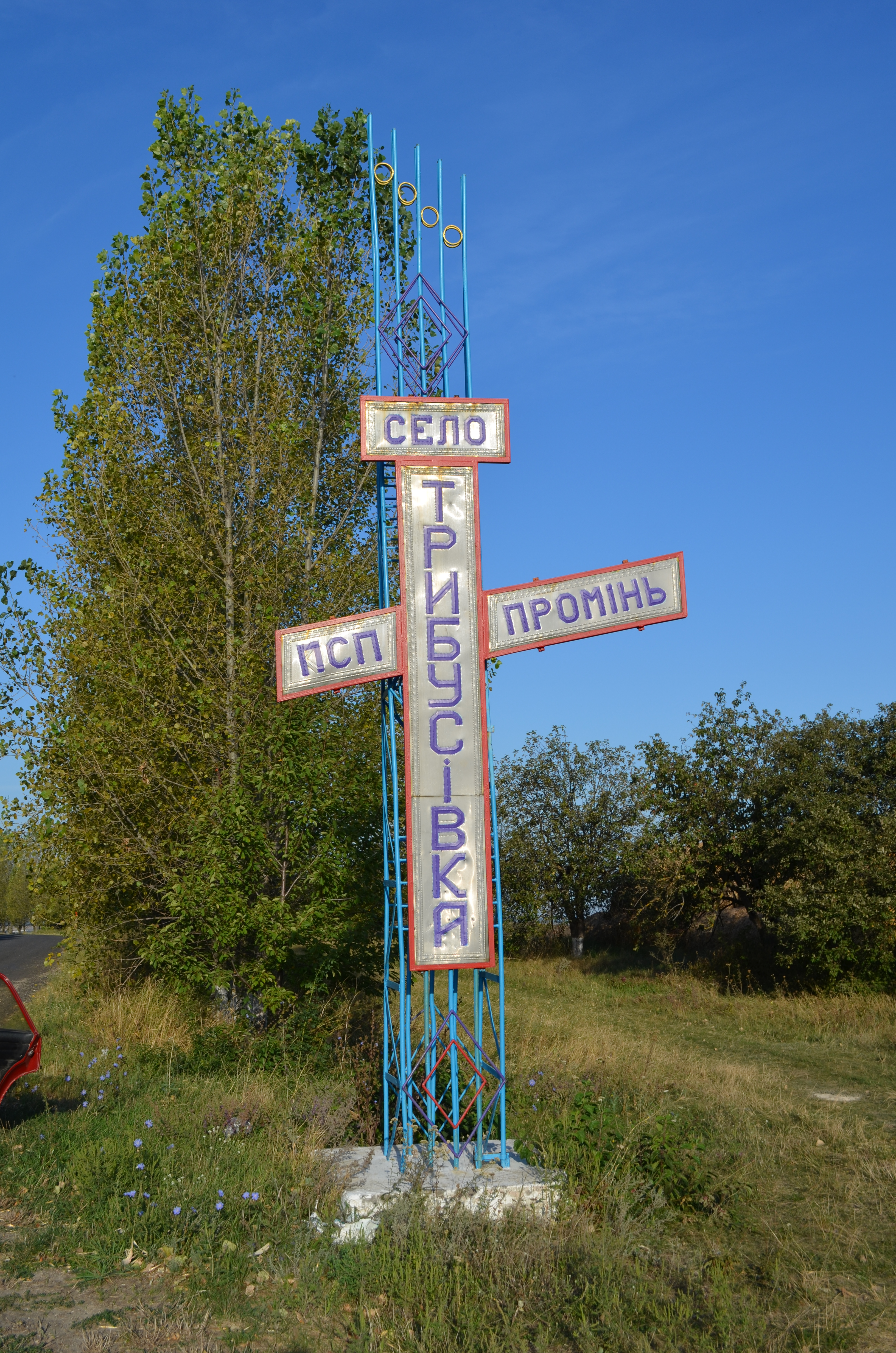

特里布西夫卡（烏克蘭語：Трибусівка），是烏克蘭的村落，位於該國西南部文尼察州，由圖利欽區負責管轄，處於維克尼齊亞河畔，始建於1815年，面積2.34平方公里，海拔高度173米，2001年人口987。